# コーリー・ブリンガス
コーリー・ブリンガス（Corey Bringas）は、アメリカ合衆国の俳優。

## 出演作品
- ヴェロニカ・マーズ